# Michael Lauerer
Michael Franz Lauerer (* 13. März 1821 in Amberg; † 1. August 1908 ebenda) war ein bayerischer Kaufmann und Politiker.

## Leben
Lauerer gehörte dem Kollegium der Gemeindebevollmächtigten und des Magistratsrates der Stadt Amberg an. Überdies war er Abgeordneter zum Landrat der Oberpfalz und von 1869 bis 1881 Landtagsabgeordneter. Er war Mitglied der Patriotenpartei. Nach der Spaltung der Fraktion stand er dem Flügel um Edmund Jörg nahe.
Für seine Verdienste um die Stadt wurde er am 11. Dezember 1891 zum Ehrenbürger von Amberg ernannt.